# 方殿元
方殿元，字蒙章，號九谷，廣東承宣布政使司廣州府番禺縣（今廣東省廣州市）人，清朝政治人物、進士出身。

## 生平
順治十一年，鄉試中舉。康熙三年（1664年），登進士，擔任剡城縣、江寧縣等縣知縣。

## 家族
有子方還、方朝。